# 1812 en philosophie
Chronologie de la philosophie
- 1808
- 1809
- 1810
- 1811
- 1812
- 1813
- 1814
- 1815
- 1816

L’année 1812 a été marquée, en philosophie, par les événements suivants :

## Publications
- Publication de la première partie de l'ouvrage La Science de la logique, d'Hegel.

## Naissances
- 25 mars (6 avril dans le calendrier grégorien) : Alexandre Herzen, philosophe russe, mort en 1870.